# Carlo Allegretti
Carlo Allegretti (Monteprandone, metà del XVI secolo – ...) è stato un pittore italiano.

## Biografia
A Venezia, dove soggiornò a lungo, si formò studiando i Bassano, oltre ad essere allievo di Girolamo Buratti.
Dai suoi lavori nella Chiesa di San Bartolomeo a Offida capiamo la natura manieristica della sua opera.

## Opere
- Adorazione dei Magi (1611), custodito nel duomo di Ascoli.
- Martirio di San Bartolomeo (1608), chiesa di San Bartolomeo di Ascoli Piceno.
- Natavità di Maria, Pinacoteca Comunale di Ascoli Piceno.
- Stimmate di San Francesco, chiesa di Sant'Onofrio di Ascoli Piceno.